# Ledomyia yuccae
Ledomyia yuccae är en tvåvingeart som först beskrevs av Ephraim Porter Felt 1908.  Ledomyia yuccae ingår i släktet Ledomyia och familjen gallmyggor. Inga underarter finns listade i Catalogue of Life.